# Samar (Ukrajina)
Novomoskovsk (ukrajinsky Новомосковськ) je město v Dněpropetrovské oblasti na Ukrajině. Leží na pravém břehu Samary zhruba 25 kilometrů na severovýchod od Dnipra. Po administrativně-teritoriální reformě v červenci 2020 patří do Novomoskovského rajónu, do té doby bylo spravováno jako město oblastního významu samostatně. Žije zde přibližně 70 tisíc obyvatel.
Své současné jméno má Novomoskovsk od roku 1794, předtím se nazýval například Samarčyk (ukrajinsky Самарчик) nebo Novoselycja (Новоселиця).
Významnou památkou je pravoslavný chrám sv. Trojice, postavený na konci 18. století kompletně ze dřeva. Je zobrazen na současném městském znaku.
Město je menším železničním uzlem, frekventované je hlavně spojení do oblastního Dnipra.